# (119068) 2001 KC77
(119068) 2001 KC77 est un objet transneptunien, en résonance 2:5 avec Neptune, de magnitude absolue 6,54. Son diamètre est estimé à environ 200 km.